# Shediac
Shediac, o Shédiac nella grafia in lingua francese, è una città (Ville) canadese di circa seimila abitanti situata nella Contea di Westmorland, nella Provincia del Nuovo Brunswick. La città è conosciuta come la "Capitale mondiale dell'aragosta" ed organizza a luglio una manifestazione con cadenza annuale che promuove i suoi legami con la pesca dell'aragosta. la più grande scultura di aragosta del mondo si trova all'ingresso occidentale della città.

## Geografia fisica
Il territorio di Shediac si trova principalmente sulla Route 133 che costeggia l'omonima baia, un sottobacino dello stretto di Northumberland.
La città si trova a sud-ovest ed adiacente alla community di Pointe-du-Chêne, noto per il parco provinciale del Parlee Beach (o della Plage-Parlee) e per essere stato in passato sia il capolinea orientale della European and North American Railway (ferrovia europea e nordamericana) che, dopo il 1939, tappa intermedia della rotta transoceanica dei grandi idrovolanti di linea, noti come "Clipper", della compagnia aerea Pan American Airways. Le strutture vennero inoltre utilizzate dagli idrovolanti operati dalla compagnia britannica Imperial Airways che provenivano da Foynes, Irlanda.